# Polydesmus rhodopensis
Polydesmus rhodopensis är en mångfotingart som beskrevs av Gulicka 1967. Polydesmus rhodopensis ingår i släktet Polydesmus och familjen plattdubbelfotingar. Inga underarter finns listade i Catalogue of Life.